# Deborah Crombie
Deborah Crombie, nata Deborah Darden (Dallas, 6 giugno 1952), è una scrittrice statunitense.

## Biografia
Nata Deborah Darden nel 1952 a Dallas, vive e lavora a McKinney, nel Texas.
Dopo la laurea in biologia all'Austin College di Sherman (Texas), ha vissuto alcuni anni nel Regno Unito eleggendolo a terra d'adozione e location prediletta dei suoi romanzi gialli.
Nel 1993 con A Share in Death ha fatto il suo esordio nella narrativa inaugurando la serie con protagonisti il sovrintendente Duncan Kinkaid e il sergente Gemma James giunta al 2018 alla diciassettesima indagine.
Tra i riconoscimenti ottenuti si ricardano i due Premi Macavity nel 1998 e nel 2009.

## Opere

### Serie Kincaid & James
- A Share in Death (1993)
- All Shall be Well (1994)
- La tomba d'acqua (Leave the Grave Green, 1995), Milano, Il Giallo Mondadori N.2481, 1996 traduzione di A.M. Francavilla
- Mourn Not Your Dead (1996)
- Voci segrete (Dreaming of the Bones, 1997), Milano, Il Giallo Mondadori N.2586, 1998 traduzione di Diana Fonticoli
- Kissed a Sad Goodbye (1999)
- A Finer End (2001)
- And Justice There is None (2002)
- Now May You Weep (2003)
- In a Dark House (2005)
- Water Like a Stone (2007)
- Where Memories Lie (2008)
- Necessary as Blood (2009)
- No Mark upon Her (2012)
- The Sound of Broken Glass (2013)
- To Dwell in Darkness (2014)
- Garden of Lamentations (2017)

## Alcuni riconoscimenti
- Premio Macavity: miglior romanzo 1998 con Voci segrete e 2009 con Where Memories Lie